# Шиловський Всеволод Миколайович
Всеволод Миколайович Шиловський (рос. Всеволод Николаевич Шиловский; нар. 3 червня 1938, Москва, РРФСР, СРСР) — радянський і російський актор театру і кіно, кінорежисер, сценарист, педагог. Заслужений артист РРФСР (1980). Народний артист РРФСР (1986).

## Життєпис
Батько закінчив консерваторію по класу композиції і Військово-інженерну академію імені М. Є. Жуковського, керував заводом, був начальником станції Північного морського шляху у Тіксі. Учасник німецько-радянської війни. Мати під час війни перебувала з Всеволодом в евакуації в Казані і працювала на авіамоторному заводі.
З дитинства мріяв стати актором, займався в драматичному гуртку і студії при Будинку вчителя.
У 1956-1957 роках працював слюсарем на Московському верстатобудівному заводі «Салют».
Закінчив Школу-студію МХАТ (1961, курс О. М. Карєва). В 1961—1987 поєднував активну знімальну діяльність з роботою у МХАТі.
З 1987 зосередився виключно на кінематографі, у деяких фільмах виступав також як режисер. Знімався в картинах українських кіностудій. Ряд кінофільмів як кінорежисер поставив в Україні, зокрема, на Одеській кіностудії.
Є керівником акторської майстерні у ВДІКу.
Брав участь в програмі «Білий папуга».
З 2000 року викладає акторську майстерність у Всеросійському державному університеті кінематографії імені С. А. Герасимова (ВДІК).
З 2008 року — Президент кінофестивалю «Золотий Фенікс».
У 2009 році організував «Театр-студію Всеволода Шиловського».
Фігурант бази данних центру "Миротворець", як особа, яка незаконно відвідувала окупований росією Крим. 

## Особисте життя
Був тричі одружений. Перша дружина — акторка Євгенія Уралова. Третя дружина — арфистка Наталія Цехановська.
Має двох синів: старший син — Ілля Шиловський (нар. 1970) — сценарист і режисер, живе та працює у Москві; молодший Павло (нар. 1974) — підприємець.
Внуки — Шиловська Аглая Іллівна, яка також обрала акторську професію, та Дарина.

## Акторські роботи
1. 1965: Наш дім — безбілетник
2. 1968: Випадок зі слідчої практики —  Яків Григорович Хомич
3. 1969: Директор —  Пташкін
4. 1969: Сувора дівчина —  Малашкин
5. 1972: День за днем —  колишній чоловік Льолі
6. 1973: Село Степанчиково і його мешканці —  Павло Семенович
7. 1977: Доля —  німецький солдат Ганс
8. 1977: Зустріч на далекому меридіані —  американський учений
9. 1977: Слідство ведуть ЗнаТоКі. Будь-якою ціною —  Семен Холін
10. 1979: Біла тінь —  Візир
11. 1981: Синдикат-2 —  Євген Сергійович Шевченко, начальник контррозвідки Бориса Савінкова
12. 1981: Бідна Маша —  Федір Федорович Прібилёв
13. 1981: Валентина —  Інокентій Степанович Мечёткін
14. 1981: Улюблена жінка механіка Гаврилова —  Паша
15. 1981: Портрет дружини художника —  Митрофанович
16. 1982: Закоханий за власним бажанням —  Коля
17. 1982: Голос —  кольчужники
18. 1982: Нікколо Паганіні —  Джоаккіно Антоніо Россіні
19. 1982: Професія — слідчий —  Юрій Миколайович
20. 1983: Військово-польовий роман —  Гриша
21. 1983: Швидкість —  Сергій Трохимович Левко
22. 1983: Торпедоносці —  Артюхов
23. 1983: Серед тисячі доріг —  редактор
24. 1984: Виграш самотнього комерсанта —  Серафіно
25. 1984: Дві версії одного зіткнення —  Жигалов
26. 1984: Щаслива, Женька! —  Сусід
27. 1984: Капітан Фракасс —  маркіз ла Брюйер
28. 1985: Прийдешньому віку —  Граттіотті
29. 1985: Як стати щасливим —  головний редактор
30. 1985: Кармелюк —  художник Тропінін
31. 1985: Подвиг Одеси —  контр-адмірал Жуков
32. 1986: Без терміну давності —  Зевс Іванович Скачков
33. 1986: Винятки без правил (новела «Голос») —  начальник главку
34. 1986: Ягуар —  майор
35. 1987: Апеляція —  Пастухов
36. 1987: Обранець долі —  імператор Наполеон
37. 1988: Політ птиці —  Тархунскій
38. 1988: Життя Клима Самгіна —  Бердников
39. 1988: Робота над помилками —  Челишев
40. 1988: В'язень замку Іф —  Кадрусс
41. 1989: Світла особистість —  Авель Олександрович Доброгласов
42. 1989: Інтердівчинка —  Зайцев
43. 1989: Смиренний цвинтар —  Носенко
44. 1990: Аферисти —  «Маруся» / Сидор Полікарпович
45. 1990: Це ми, Господи!.. —  Переверзєв
46. 1991: Вищий клас —  Сергій Сергійович
47. 1991: Лінія смерті —  Нікольський
48. 1992: Давайте без фокусів! —  Іван Петрович, голови виконкому
49. 1993: Вирок —  Талбот
50. 1994: Я нікуди тебе не відпущу
51. 1996: Барханов і його охоронець —  шеф
52. 1997: Все те, про що ми так довго мріяли —  господар
53. 1999: Каменська —  полковник Павлов
54. 1999: Операція «Коза» /  Operacja Koza  —  генерал КДБ
55. 2000: Ростов-тато —  Пічугін
56. 2000: Марш Турецького —  генеральний прокурор
57. 2000: Гра в кохання —  режисер
58. 2000: Артист і майстер зображення —  бос
59. 2000, 2001: Далекобійники —  директор (19 серія)
60. 2001: Люди і тіні: Секрети лялькового театру —  Вадим Чепрасов
61. 2001: Підозра —  начальник міліції
62. 2001: Ідеальна пара
63. 2003: Змішувач —  Борис Борисович
64. 2003: Інше життя —  Володимир
65. 2003: Краще місто Землі —  режисер
66. 2003: Сищик без ліцензії —  Ратушинську
67. 2003: Чорна мітка —  M.C. Горбачов
68. 2004: Стилет 2 —  Колесников
69. 2004: Опера. Хроніки вбивчого відділу —  адвокат Страхов
70. 2005: Попса —  Юхим Ілліч, поет-пісняр
71. 2005: Дві долі-2 —  Слєпнєв Віталій Михейович, батько Кирила
72. 2005: Дві долі-3 —  Слєпнєв Віталій Михейович, батько Кирила
73. 2005: Ріелтор —  продюсер
74. 2006: Гра слів. Перекладачка олігарха —  колекціонер жуків
75. 2006: День грошей —  антиквар
76. 2006: Кінець світу —  начальник Помидоров
77. 2007: Життя зненацька —  Сидор Камілович
78. 2007: Друге дихання —  Драч, кримінальний антиквар
79. 2008: Я не я —  Куролапов
80. 2008: Трюкачі —  камео
81. 2008: Ділки. Бути разом —  Іван Самойлович Кольцов, губернатор
82. 2008: Кровні узи —  Микола Ушаков
83. 2009: Прощальна справа /  L'affaire Farewell  (Франція) —  Михайло Горбачов
84. 2009: Будинок з сюрпризом —  дядя Юра
85. 2010: Лазник Президента, або Пасічники Всесвіту —  Лазник Президента
86. 2010: Жила-була одна баба —  батько Веремій, священик
87. 2011: Заручники любові —  Оскар Борисович Пандера
88. 2011: Життя і пригоди Мішки Япончика —  Лев Барський
89. 2012: Санта Лючія —  Олег знизав
90. 2013: Справа честі —  Віктор Павлович Кабзиста, кримінальний авторитет
91. 2014: Чудотворець —  Ілля Ігорович Губер
92. 2016: Любов і Сакс —  важливий пан

## Режисерські роботи
- 1971: День за днем
- 1976: В одному мікрорайоні
- 1978: Солодкоголосий птах юності (фільм-спектакль)
- 1980: Заколот (фільм-спектакль)
- 1984: Волоколамськоє шосе (фільм-спектакль)
- 1985: Мільйон у шлюбному кошику
- 1987: Обранець долі
- 1990: Аферисти
- 1991: Блукаючі зірки
- 1991: Лінія смерті
- 1993: Кодекс безчестя
- 1994: Вирок
- 2001: Люди і тіні. Секрети лялькового театру
- 2004: Зірки на ранковому небі (фільм-спектакль)
- 2004: Не всі кішки сірі
- 2006: Поліція Хоккайдо. Російський відділ (не завершений)

## Нагороди
- Заслужений артист РРФСР (1980)
- Народний артист РРФСР (1986)
- Орден Дружби (1997) — за заслуги перед державою, вагомий внесок у зміцнення дружби і співпраці між народами, багаторічну плідну діяльність у галузі культури і мистецтва
- орденом «За заслуги перед Вітчизною» IV ступеня (2006) — за великий внесок у розвиток кіномистецтва і багаторічну творчу діяльність
- Орден Пошани (2015) — за великі заслуги e розвитку вітчизняної культури і мистецтва, телерадіомовлення і багаторічну плідну діяльність
- Почесна грамота Президента Російської Федерації (2018) — за заслуги e розвитку вітчизняної культури і мистецтва, багаторічну плідну діяльність